# Amegilla chlorocyanea
Amegilla chlorocyanea es una especie de abeja excavadora perteneciente al género Amegilla, categorizada en la tribu Anthophorini, de la subfamilia Apinae. Fue descrita por el naturalista inglés Theodore Dru Alison Cockerell en 1914.
La hembra mide 13 mm de longitud, las alas anteriores 9,5 mm; el macho mide 11 mm de longitud y las alas anteriores 9 mm.

## Distribución
Se distribuye por Australia, en Australia Occidental, Victoria, Territorio de la Capital Australiana, Queensland y Territorio del Norte.